# Ер'ян Нюланд
Ер'ян Нюланд (норв. Ørjan Nyland, нар. 10 вересня 1990, Вольда) — норвезький футболіст, воротар клубу «Севілья».
Виступав, зокрема, за клуби «Годд», «Молде» та «Астон Віллу», а також національну збірну Норвегії.

## Клубна кар'єра
У дорослому футболі дебютував 2006 року виступами за команду клубу «Волда» з рідного однойменного міста, в якій провів один сезон, взявши участь у 10 матчах чемпіонату.
Своєю грою за цю команду привернув увагу представників тренерського штабу клубу «Годд», до складу якого приєднався 2007 року. Відіграв за команду з Ульстейнвіка наступні п'ять сезонів своєї ігрової кар'єри.
2013 року уклав контракт з клубом «Молде», у складі якого провів наступні два роки своєї кар'єри гравця. Більшість часу, проведеного у складі «Молде», був основним голкіпером команди.
Згодом з 2015 по 2018 рік грав у складі команд клубів «Інгольштадт 04» та «Інгольштадт ІІ».
До складу клубу «Астон Вілла» приєднався 2018 року.
23 травня 2024 року продовжив контракт із «Севільєю» до 30 червня 2026 року.

## Виступи за збірні
2006 року дебютував у складі юнацької збірної Норвегії, взяв участь у 8 іграх на юнацькому рівні.
Протягом 2011—2013 років залучався до складу молодіжної збірної Норвегії. На молодіжному рівні зіграв у 7 офіційних матчах.
2013 року дебютував в офіційних матчах у складі національної збірної Норвегії. Наразі провів у формі головної команди країни 38 матчів.
| Дата       | Місто     | Господарі   | Результат | Гості             | Турнір                               | Голи | Примітки |
| ---------- | --------- | ----------- | --------- | ----------------- | ------------------------------------ | ---- | -------- |
| 19-11-2013 | Молде     | Норвегія    | 0 – 1     | Шотландія         | товариський матч                     | -1   |          |
| 15-1-2014  | Абу-Дабі  | Молдова     | 1 – 2     | Норвегія          | товариський матч                     | -1   |          |
| 5-3-2014   | Прага     | Чехія       | 2 – 2     | Норвегія          | товариський матч                     | -2   |          |
| 27-5-2014  | Сен-Дені  | Франція     | 4 – 0     | Норвегія          | товариський матч                     | -4   |          |
| 3-9-2014   | Лондон    | Англія      | 1 – 0     | Норвегія          | товариський матч                     | -1   |          |
| 9-9-2014   | Осло      | Норвегія    | 0 – 2     | Італія            | Відбір до ЧЄ 2016                    | -2   |          |
| 10-10-2014 | Та-Калі   | Мальта      | 0 – 3     | Норвегія          | Відбір до ЧЄ 2016                    | -    |          |
| 13-10-2014 | Осло      | Норвегія    | 2 – 1     | Болгарія          | Відбір до ЧЄ 2016                    | -1   |          |
| 12-11-2014 | Осло      | Норвегія    | 0 – 1     | Естонія           | товариський матч                     | -1   |          |
| 16-11-2014 | Баку      | Азербайджан | 0 – 1     | Норвегія          | Відбір до ЧЄ 2016                    | -    |          |
| 28-3-2015  | Загреб    | Хорватія    | 5 – 1     | Норвегія          | Відбір до ЧЄ 2016                    | -5   | 66'      |
| 8-6-2015   | Осло      | Норвегія    | 0 – 0     | Швеція            | товариський матч                     | -    |          |
| 12-6-2015  | Осло      | Норвегія    | 0 – 0     | Азербайджан       | Відбір до ЧЄ 2016                    | -    |          |
| 3-9-2015   | Софія     | Болгарія    | 0 – 1     | Норвегія          | Відбір до ЧЄ 2016                    | -    |          |
| 6-9-2015   | Осло      | Норвегія    | 2 – 0     | Хорватія          | Відбір до ЧЄ 2016                    | -    |          |
| 10-10-2015 | Осло      | Норвегія    | 2 – 0     | Мальта            | Відбір до ЧЄ 2016                    | -    |          |
| 13-10-2015 | Рим       | Італія      | 2 – 1     | Норвегія          | Відбір до ЧЄ 2016                    | -2   |          |
| 12-11-2015 | Осло      | Норвегія    | 0 – 1     | Угорщина          | Відбір до ЧЄ 2016                    | -1   |          |
| 15-11-2015 | Будапешт  | Угорщина    | 2 – 1     | Норвегія          | Відбір до ЧЄ 2016                    | -2   |          |
| 29-3-2016  | Осло      | Норвегія    | 2 – 0     | Фінляндія         | товариський матч                     | -    | 46'      |
| 1-6-2016   | Осло      | Норвегія    | 3 – 2     | Ісландія          | товариський матч                     | -2   |          |
| 5-6-2016   | Брюссель  | Бельгія     | 3 – 2     | Норвегія          | товариський матч                     | -3   |          |
| 31-8-2016  | Осло      | Норвегія    | 0 – 1     | Білорусь          | товариський матч                     | -1   |          |
| 13-6-2017  | Осло      | Норвегія    | 1 – 1     | Швеція            | товариський матч                     | -1   |          |
| 8-10-2017  | Осло      | Норвегія    | 1 – 0     | Північна Ірландія | Відбір до ЧС 2018                    | -    |          |
| 26-3-2018  | Ельбасан  | Албанія     | 0 – 1     | Норвегія          | товариський матч                     | -    |          |
| 6-6-2018   | Осло      | Норвегія    | 1 – 0     | Панама            | товариський матч                     | -    | 46'      |
| 18-11-2019 | Мдіна     | Мальта      | 1 – 2     | Норвегія          | Відбір до ЧЄ 2020                    | -1   |          |
| 7-9-2021   | Осло      | Норвегія    | 5 – 1     | Гібралтар         | Відбір до ЧС 2022                    | -1   |          |
| 8-10-2021  | Стамбул   | Туреччина   | 1 – 1     | Норвегія          | Відбір до ЧС 2022                    | -1   |          |
| 11-10-2021 | Осло      | Норвегія    | 2 – 0     | Чорногорія        | Відбір до ЧС 2022                    | -    | 72'      |
| 13-11-2021 | Осло      | Норвегія    | 0 – 0     | Латвія            | Відбір до ЧС 2022                    | -    |          |
| 16-11-2021 | Роттердам | Нідерланди  | 2 – 0     | Норвегія          | Відбір до ЧС 2022                    | -2   |          |
| 25-3-2022  | Осло      | Норвегія    | 2 – 0     | Словаччина        | товариський матч                     | -    |          |
| 2-6-2022   | Белград   | Сербія      | 0 – 1     | Норвегія          | Ліга націй УЄФА 2022-2023 - 1-й етап | -    |          |
| 5-6-2022   | Стокгольм | Швеція      | 1 – 2     | Норвегія          | Ліга націй УЄФА 2022-2023 - 1-й етап | -1   |          |
| 9-6-2022   | Осло      | Норвегія    | 0 – 0     | Словенія          | Ліга націй УЄФА 2022-2023 - 1-й етап | -    |          |
| 12-6-2022  | Осло      | Норвегія    | 3 – 2     | Швеція            | Ліга націй УЄФА 2022-2023 - 1-й етап | -2   |          |
| Усього     |           | Матчів      | 38        |                   | Голів                                | -38  |          |

## Титули і досягнення

### Командні
- Володар Кубка Норвегії (2):

«Годд»: 2012
«Молде»: 2013
- Чемпіон Норвегії (1):

«Молде»: 2014
- Володар Кубка Німеччини (1):

«РБ Лейпциг»: 2022–23